# Скотланд, Патрисия
Патрисия Жанет Скотланд, баронесса Скотланд Ашталская (англ. Patricia Janet Scotland, Baroness Scotland of Asthal; род. 19 августа 1955, Доминика) — политический и государственный деятель Великобритании и Доминики. Пожизненный пэр. В 2007—2010 годах — генеральный атторней Англии и Уэльса, а затем генеральный секретарь Содружества наций.

## Биография
Родилась 19 августа 1955 года в Доминике. Была десятым ребёнком из двенадцати братьев и сестёр. В детстве эмигрировала в Великобританию вместе с семьёй и воспитывалась в Лондоне. Получила образование в техническом колледже Мид-Эссекс в Челмсфорде, а в 1976 году в Лондонском университете получила степень бакалавра права. Работала юристом, а в 1978 году также получила профессиональную квалификацию в Доминике. В возрасте 35 лет получила профессиональный титул королевского адвоката, став первой чернокожей женщиной-адвокатом в истории Великобритании.
В 1997 году была удостоена звания баронессы по рекомендации Лейбористской партии и пожизненного пэрства, заседала в Палате лордов. Была парламентским заместителем государственного секретаря в форин-офисе и по делам Содружества, парламентским секретарём в департаменте лорд-канцлера и государственным министром в хоум-офисе. С 2007 по 2010 год занимала должность генерального прокурора. В 2012 году стала торговым представителем премьер-министра в ЮАР, а также заняла должность канцлера Гринвичского университета 1 января 2014 года.
В ноябре 2015 года была избрана генеральным секретарём Содружества наций, а приступила к работе в апреле 2016 года.

### Личная жизнь
Скотланд проживает в Лондоне и в Астхолле, Оксфордшир, где она и её муж Ричард Мохинни, также адвокат, живут со своими двумя сыновьями.